# NGC 2224
NGC 2224 — группа звёзд в созвездии Близнецы. Возраст скопления составляет 0.01 Gyr, а расстояние до него 2400±100 парсек.
Гарольд Корвин (Corwin, Harold G., Jr.) указывает, что вытянутое скопление могло бы быть просто флуктуацией звездной плотности Млечного Пути, однако оно находится внутри крайне разреженной туманности.
Этот объект входит в число перечисленных в оригинальной редакции «Нового общего каталога».